# Лінартович Костянтин Костянтинович
Костянтин Костянтинович Лінартович (18 грудня 1951, с. Тернувате) — український актор театру та кіно, актор та режисер дубляжу, театральний діяч, режисер муніципального театру «Київ» з 2008 року, псевдонім Костянтин Таран.

## Життєпис
Костянтин Лінартович народився в селі Тернувате Варварівського району Миколаївської області. У 14 років вступив до Київського Суворовського військового училища, яке не закінчив а вступив до культурно-освітнього училища на диригента, яке також не закінчив. Навчався у Одеському морехідному училищі, проте покинув навчання. Працював у селищі Ольшанське електриком на заводі.
Під час служби у Чехословаччині Костянтин Лінартович вирішив стати актором. Демобілізувавшись вступає у Київський державний інститут театрального мистецтва. На другому курсі одружився.
Після закінчення навчання, три роки працював актором Сімферопольського російського драматичного театру ім. Горького.
З 1979 року актор Київського Молодого театру. У 1990 році залишивши Молодіжний театр, Костянтин Лінартович, художній керівник-директор, організував свою трупу з одинадцяти чоловік, яку назвав — театр «Дзвін».
На основі драматичного театру «Дзвін» було створено Центральний Театр Збройних Сил України, який очолив та був режисером Костянтин Лінартович.
З 2008 року режисер муніципального театру «Київ». Знімається у кіно. Режисер українського дубляжу студії «Postmodern».

## Фільмографія
| Рік  | Назва                                 | Роль                                            |
| ---- | ------------------------------------- | ----------------------------------------------- |
| 1981 | Ранок вечора мудріший                 | член бригади, у титрах вказаний як К.Ленартович |
| 1982 | Грачі                                 | сержант ДАІ Малик                               |
| 1983 | Вечори на хуторі біля Диканьки        | Левко                                           |
| 1987 | Суд в Єршовці                         | молодий Софронов                                |
| 1991 | Останній бункер                       | керівник загону УПА                             |
| 1992 | Тарас Шевченко. Заповіт               | Андрій Козачковський                            |
| 2002 | «Золота лихоманка»                    | епізод                                          |
| 2007 | Фабрика щастя                         | Седан                                           |
| 2008 | Закон                                 |                                                 |
| 2009 | За загадкових обставин                | Хрест                                           |
| 2012 | Порох і дріб                          | Іван Агапов                                     |
| 2012 | Брат за брата 2                       | лісник                                          |
| 2013 | Тіні незабутих предків                | Мольфар                                         |
| 2015 | Гетьман                               | Богдан Хмельницький                             |
| 2015 | Загублене місто                       | генерал                                         |
| 2019 | Пекельна Хоругва, або Різдво Козацьке | Михтод                                          |

## Режисер дубляжу
| Рік  |  | Фільм                                             |
| ---- |  | ------------------------------------------------- |
| 1997 |  | «Титанік»                                         |
| 2005 |  | «Мадагаскар»                                      |
| 2006 |  | «Тачки»                                           |
| 2008 |  | «Мадагаскар 2: Втеча до Африки»                   |
| 2008 |  | «Темний лицар»                                    |
| 2008 |  | «Пригоди у Веґасі»                                |
| 2008 |  | «Індіана Джонс і королівство кришталевого черепа» |
| 2008 |  | «Операція «Валькірія»»                            |
| 2009 |  | «Трансформери: Помста полеглих»                   |
| 2009 |  | «Льодовиковий період 3: Ера динозаврів»           |
| 2010 |  | «Мандри Гулівера»                                 |
| 2010 |  | «Некерований»                                     |
| 2011 |  | «Тачки 2»                                         |
| 2011 |  | «Фантом»                                          |
| 2011 |  | «Ранго»                                           |
| 2011 |  | «Скільки у тебе?»                                 |
| 2011 |  | «Пригоди Тінтіна: Таємниця «Єдинорога»»           |
| 2011 |  | «Пірати Карибського моря: На дивних берегах»      |
| 2011 |  | «Кіт у чоботях»                                   |
| 2012 |  | «Життя Пі»                                        |
| 2012 |  | «Мадагаскар 3»                                    |
| 2012 |  | «Гічкок»                                          |
| 2013 |  | «Транс»                                           |
| 2013 |  | «Озброєні та небезпечні»                          |
| 2013 |  | «Сімейка Крудсів»                                 |
| 2013 |  | «Міцний горішок. Гарний день, аби померти»        |
| 2019 |  | «Месники: Завершення»                             |
| 2025 |  | «Капітан Америка: Чудесний новий світ»            |

## Актор дубляжу
- 2006 — «Тачки» / Сержант
- 2008 — «У пошуках Немо» / Кіль
- 2009 —  "Трансформери: Помста полеглих" / Меґатрон
- 2011 — «Трансформери: Темна фаза Місяця» / Меґатрон
- 2011 — «Тор» /
- 2012 — «Джон Картер: між двох світів» / Кірен Гайдз/Таргос Морс
- 2012 — «Цирк дю Солей: Казковий світ»
- 2013 — «Міцний горішок. Гарний день, аби померти»
- 2017 — «Трансформери: Останній лицар» / Меґатрон